# Bağrıbütün, Kızıltepe
Bağrıbütün là một xã thuộc huyện Kızıltepe, tỉnh Mardin, Thổ Nhĩ Kỳ. Dân số thời điểm năm 2010 là 1.410 người.